# Strawberry Alarm Clock
Strawberry Alarm Clock es un grupo estadounidense de rock psicodélico originario de Glendale, California, más conocido por su mayor hit "Incense and Peppermints" de 1967. 
Strawberry Alarm Clock logró cinco canciones en listas de Billboard, (incluyendo dos éxitos Top 40) y fueron parte del desarrollo de bubblegum pop en los Estados Unidos.

## Biografía
En un principio el grupo lo formaban Ed King (guitarra), Mark Weitz (teclista), Lee Freeman (guitarra rítmica), Gary Lovetro (bajo), y Justin Burke (percusionista). En su primer y más famoso sencillo (single), "Incense and Peppermints", el cantante fue Greg Munford, un amigo del grupo de dieciséis años. La canción alcanzó el número uno en la lista de "Pop Singles" a finales de 1967. Después del éxito el grupo añadió a George Bunnell (bajo y guitarra rítmica) antes de hacer su primer LP en 1967, también titulado Incense and Peppermints. Bunnell también se convertiría en su compositor principal. Algunas de sus canciones tempranas fueron escritas por George Bunnell y Steve Bartek (quien más tarde se uniría a Oingo Boingo). Bartek tocó la flauta en su álbum debut, pero no pudo unirse a la banda por la escuela.
Durante la corta vida de la banda hubo muchos cambios de alineación. Gary Lovetro dejó el grupo antes de su segundo álbum, "Wake Up It's Tomorrow", también de 1967. El sencillo "Tomorrow" de este álbum fue un hit menor y la única otra aparición en la lista de los top 40, alcanzando el puesto número 23 a principios de 1968.
George y Randy dejaron la banda en 1968. Gene Gunnels se unió con el nuevo cantante, Jim Pitman. En 1969, Pitman abandonó y fue reemplazado por Paul Marshall. Aunque el grupo siguió haciendo más LP en 1968 The World in a Seashell y Good Morning Starshine la banda había comenzado a deshacerse y la mayor parte de la audiencia dejó de escucharlos. El grupo logró seguir funcionando hasta 1971, cuando finalmente rompieron.
Strawberry Alarm Clock realizó dos apariciones notables en películas, primero en "Psych-Out" (1968) de Jack Nicholson, donde ellos tocaron varias canciones, incluyendo "Incense and Peppermints", "Rainy Day Mushroom Pillow", y "The Pretty Song From Psych-Out"; y después en Beyond the Valley of the Dolls (1970), de Russ Meyer.

## En cultura popular
- En varios capítulos de la serie animada Los Simpsons se hace referencia a la psicodelia y al consumo de drogas alucinógenas. En la temporada 13 y capítulo 11 (episodio titulado "Weekend at Burnsie's", en español "Este Burns Está Muy Vivo") se puede escuchar un extracto de "Incense And Peppermints" durante una juerga. En el capítulo 6 de la temporada 10 también se puede escuchar un extracto de "Incense And Peppermints" arriba de un auto "hippie".

## Discografía

### Álbumes de estudio
- Incense and Peppermints (1967) n.º 11 EE. UU.
- Wake Up...It's Tomorrow (1968)
- The World in a Sea Shell (1968)
- Good Morning Starshine (1969)
- Wake Up Where You Are... It's About Time (2012)

### Recopilaciones
- The Best of the Strawberry Alarm Clock (1970) (incluye dos nuevas canciones)
- Changes (1971)
- Incense & Peppermints (1990)
- Strawberries Mean Love (1992)
- The Strawberry Alarm Clock Anthology (1993)

### Sencillos
- "Incense and Peppermints" b/w "The Birdman of Alkatrash" (1967) n.º 1 EE. UU.
- "Tomorrow" b/w "Birds in My Tree" (1968) n.º 23 EE. UU.
- "Sit with the Guru" b/w "Pretty Song from Psych-Out" (1968) n.º 65 EE. UU.
- "Barefoot in Baltimore" b/w "An Angry Young Man" (1968) n.º 67 EE. UU.
- "Sea Shell" b/w "Paxton's Back Street Carnival" (1968)
- "Stand By" b/w "Miss Attraction" (1969)
- "Good Morning Starshine" b/w "Me and the Township" (1969) n.º 87 EE. UU.
- "Desiree" b/w "Changes" (1969)
- "Small Package" b/w "Starting Out the Day" (1969)
- "I Climbed the Mountain" b/w "Three" (1969)
- "California Day" b/w "Three" (1970)
- "Girl from the City" b/w "Three" (1970)

### Apariciones especiales
- Su música apareció en la banda sonora de las películas Psych-Out (1968) y Beyond the Valley of the Dolls (1970); esta última incluye dos canciones no publicadas en ninguno de sus álbumes anteriores y presenta a su nuevo cantante, Paul Marshall.
- El grupo también aparece en un raro LP de Decca Records con un lado de canciones de Strawberry Alarm Clock y otro con canciones de The Who.